# Stadion CKiS-u w Pruszczu Gdańskim
Stadion CKiS-u – wielofunkcyjny stadion w Pruszczu Gdańskim, w Polsce. Obiekt może pomieścić 2000 widzów. Swoje spotkania rozgrywająna nim piłkarze klubu MKS Czarni Pruszcz Gdański, a także rugbyści zespołu RC Czarni Pruszcz Gdański (klub ten w przeszłości występował w I lidze). Na stadionie odbywają się także festyny czy koncerty.